# Franciszek Unrug
Franciszek Józef Unrug (ur. 11 grudnia 1887 w Oschatz, zm. 19 stycznia 1945) – polski ziemianin z rodu Unrugów, uczestnik powstania wielkopolskiego, porucznik czasu wojny ZWZ-AK pod pseudonimem „Dąb”, członek komendy Okręgu Poznań Armii Krajowej, szef organizacji Uprawa i Kierownictwa Walki Cywilnej dla ziem wcielonych do Rzeszy, działacz rolniczy i łowiecki.

## Rodzina, młodość i praca
Franciszek Unrug urodził się 11 grudnia 1887 roku w Oschatz w majątku rodzinnym matki Amelii von Hachez (ur. ok. 1860) . Pochodził z rodu Unrugów herbu własnego. Jego ojcem był Antoni Ignacy Unrug, późniejszy tytularny generał Wojska Polskiego, starszym bratem ppłk Wiktor Zygmunt Unrug, stryjem Wiktor Unrug ochotnik w powstaniu wielkopolskim, a braćmi stryjecznymi ojca: adm. Józef Unrug i jego brat rtm. Michał Unrug . W dzieciństwie i młodości mieszkał w majątku Piotrowo. Podczas nauki w Gimnazjum św. Marii Magdaleny w Poznaniu należał do Towarzystwa Tomasza Zana. W 1918 roku współorganizował Straż Obywatelską w Poznaniu, a następnie walczył w powstaniu wielkopolskim   .
Potem zajął się pracą w majątku żony Zofii z Dąbskich herbu Godziemba (ur. w 1889) w Wyszakowie, którą poślubił w 1924 roku . Miał z nią córkę Antoninę (1925-1982). Wychowywał też jej dwoje dzieci z pierwszego małżeństwa ze Stanisławem Emilem Rembowskim, poległym w wojnie z bolszewikami 18 sierpnia 1920 roku: Elżbietę Sokolnicką (1916-1944), poległą podczas powstania warszawskiego i Macieja Rembowskiego (1920-2010), żołnierza ZWZ-AK, walczącego w powstaniu warszawskim w Zgrupowaniu Pułku Baszta.
Angażował się w różnorodną działalność społeczną i edukacyjną w licznych organizacjach  . Był patronem Towarzystwa Czytelni Ludowych, współorganizatorem kursów rolniczych w ramach Wielkopolskiego Związku Kółek Rolniczych  oraz Poznańskiego Oddziału Polskiego Związku Myśliwych. Z zamiłowania był leśnikiem i hodowcą zwierzyny .

## Działalność w konspiracji
Po wybuchu II wojny światowej zgłosił się do Cyryla Ratajskiego, organizującego podziemne władze Poznania i województwa poznańskiego. Działał w Służbie Zwycięstwu Polski od października 1939 roku . Przewodził konspiracyjnej organizacji ziemiaństwa Uprawa-Tarcza w Wielkopolsce. Na rozkaz Ratajskiego i lokalnego delegata rządu Adolfa Bnińskiego, wbrew swej woli wystąpił o wpisanie na Volkslistę dla ułatwienia pracy podziemnej . Po utworzeniu Delegatury Rządu dla ziem wcielonych do Rzeszy Bniński powierzył mu tamtejsze Kierownictwo Walki Cywilnej . Jednocześnie w sztabie Komendy Okręgu Poznańskiego ZWZ-AK objął funkcję szefa Uprawy, jako jej wydziału. Miał dominujący udział w procesach scaleniowych AK z grup konspiracyjnych na terenie powiatu średzkiego . Na początku 1942 roku był koordynatorem tworzenia Inspektoratu Środa Armii Krajowej oraz faktycznym przywódcą lokalnych środowisk podziemnych . 
Współorganizował i finansował akcję ukrywania polskich książek i dzieł sztuki oraz wydawanie konspiracyjnej prasy, m.in. czasopisma Dla Ciebie Polsko. W swoim majątku ukrywał aparat radiowy, umożliwiający prowadzenie nasłuchów. Uczestniczył w przygotowywaniu ziemianek dla ukrywających się zbiegłych jeńców angielskich w przylegającym do jego majątku lesie. Udzielał pomocy ukrywającym się partyzantom. Organizował przerzucanie do Generalnego Gubernatorstwa, na cele konspiracji, złota i kosztowności ukrytych przez wysiedlonych z Wielkopolski ziemian. Kurierem był jego bliski współpracownik w AK rtm. Michał Kwaliaszwili   . Kupował broń od niemieckich żołnierzy. Michał Kwaliaszwili napisał we wspomnieniach z 1943 roku:

Latem wybrałem się do Franciszka Unruga do jego leśniczówki. Unrug poinformował mnie, że ma liczne powiązania z niemieckimi oficerami i skupuje od nich broń. Zdradził też, że największym dostawcą tej broni jest dowódca lotniska w Mącznikach, do którego jeździ grać w karty. […] Unrug zorganizował przerzut broni zakupionej od lotników niemieckich w Mącznikach i Śnieciskach z terenu Warthelandu do Generalnego Gubernatorstwa za pomocą transportu Luftwaffe. […] Wspomnianą broń załadowano do specjalnie przygotowanych beczek i samochodem wojskowym skierowano do Głowna. […] W Głownie beczki przejęli ludzie z miejscowej placówki AK, dokonując przerzutu przez granicę .

Po raz pierwszy został aresztowany 8 lutego 1941 roku za pomoc ukrywającemu się por. Edmundowi Horowskiemu. Udało mu się jednak oddalić zarzuty o współpracę z polską konspiracją. Poręczenia udzieliła mu Ruth Unruh, właścicielka majątku Ulejno ze zniemczonej linii międzychodzkiej rodu Unrugów. Po niedługim pobycie w areszcie został zwolniony i kontynuował działalność konspiracyjną . Została ona przerwana dopiero jesienią 1943 roku, gdy na skutek podejrzeń Niemcy przesiedlili go z rodziną do Gifhorn, gdzie otrzymał funkcję nadzorcy tamtejszych lasów. Jego majątkiem kierował odtąd niemiecki zarządca .
Gdy w efekcie nieudolnego przyjęcia zrzutu broni, a następnie wsypy w Inspektoracie Środa, doszło do dekonspiracji wielkopolskich struktur AK w 1944 roku, okupanci trafili na ślady wcześniejszej aktywnej działalności Franciszka Unruga. Na wniosek Gestapo w Poznaniu został aresztowany 7 lipca 1944 roku i osadzony w obozie karno-śledczym w Żabikowie. Równocześnie poddawany był brutalnemu śledztwu w Domu Żołnierza w Poznaniu, lecz nie ujawnił żadnych tajemnic organizacyjnych. 21 grudnia tego roku zesłany został do obozu koncentracyjnego Stutthof i zmarł z wycieńczenia w czasie marszu śmierci 19 stycznia 1945 roku  .

## Upamiętnienie
Franciszek Unrug został pośmiertnie odznaczony Krzyżem Armii Krajowej i Medalem Wojska Polskiego. Jego symboliczny grób znajduje się na Cmentarzu Górczyńskim w Poznaniu  (kwatera VPf-2-23). W Środzie Wielkopolskiej jest ulica jego imienia.

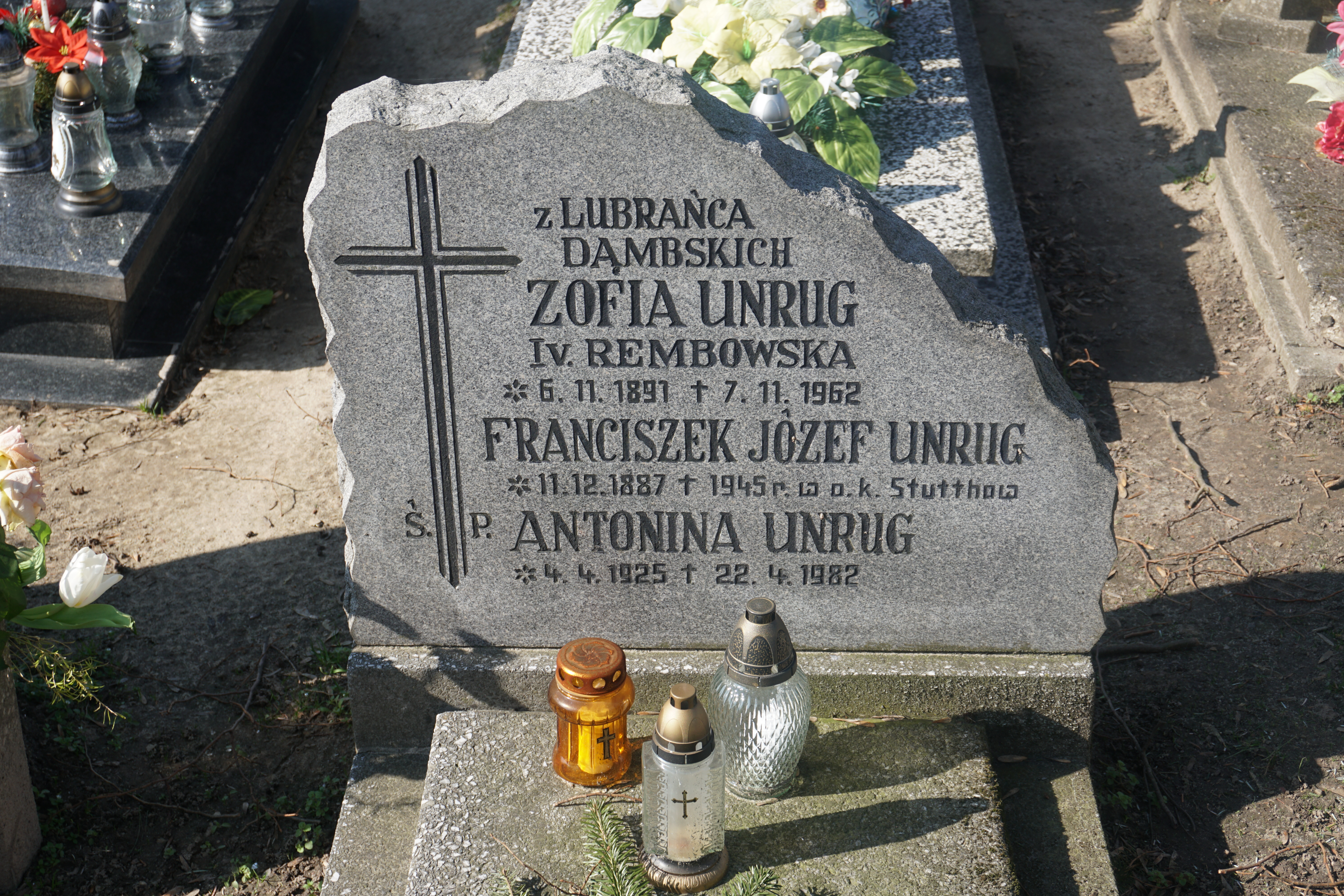
Grób Franciszka Unruga na Cmentarzu Górczyńskim